# Rufijifloden
Rufijifloden är en av Tanzanias största floder och mynnar ut i Indiska Oceanen. Rufijideltat är beläget cirka 200 km söder om Dar es-Salaam och invid Mafiakanalen och Mafiaön. 

## Befolkningen och naturen
I Rufijideltat finns 41% (53 000 ha) av Östafrikas samlade förekomst av mangroveskog. Floden är oreglerad och avrinningsområdet är i huvudsak beläget inom det stora Selous viltreservatet och området är således relativt opåverkat av mänsklig aktivitet. Deltat är rikt på fisk året om, samt kräftdjur, såsom kungsräkor och krabbor. Viktigaste inkomstkällan för lokalbefolkningen är risodlingar i mangroveskogen och avverkning av mangroveträd. Det bor ungefär 21 000 personer i Rufijideltat och cirka 76 % av dem bedriver risodlingar, för självförsörjning, på före detta mangrovemark. Problematiska transportförhållanden bidrar till att deltabefolkningen har svårt att bedriva handel med fastlandet och regionen hör till Tanzanias fattigaste. 

## Transport
Kollektiva taxibussar åker till vissa byar i Rufiji deltat dagligen. Från byn Nyamisati går även en daglig båtförbindelse till Mafiaön. Vägarna i deltat är dåliga och kräver på många håll allhjulsdrift. Under regnperioderna kan det på många håll bli oframkomligt med bil. Vissa byar finns på deltaöar och kan endast nås med båt. 

## Historia
I deltat ligger det tyska krigsfartyget SMS Königsberg förlist sedan första världskriget.